# Isanthrene
Isanthrene is een geslacht van vlinders van de familie spinneruilen (Erebidae).

## Soorten
- I. aterrima Walker, 1864
- I. atrizonata Dognin, 1912
- I. azia Druce, 1884
- I. basifera Walker, 1864
- I. cajetani Rothschild, 1911
- I. cazador Schaus, 1920
- I. colimae Draudt, 1931
- I. columbiana Rothschild, 1911
- I. crabrionides Dognin, 1912
- I. crabroniformis Staudinger, 1875
- I. championi Druce, 1884
- I. dorsimacula Dognin, 1912
- I. drucei Rothschild, 1911
- I. echemon Druce, 1884
- I. felderi Druce, 1883
- I. flavizonata Gaede, 1926
- I. fulvipuncta Hampson, 1905
- I. illegitima Schaus, 1920
- I. incendiaria Hübner, 1827
- I. joda Druce, 1903
- I. mathani Rothschild, 1910
- I. melas Cramer, 1775
- I. meridensis Schaus, 1904
- I. minor Butler, 1876
- I. monticola Schaus, 1911

- I. notipennis Butler, 1876
- I. pelor Druce, 1897
- I. pentagona Schaus, 1898
- I. perboscii Guérin-Meneville, 1843
- I. pertexta Draudt, 1915
- I. pertyi Herrich-Schäffer, 1854
- I. porphyria Walker, 1854
- I. profusa Hampson, 1898
- I. pyrocera Hampson, 1898
- I. roreri Schaus, 1924
- I. schausi Rothschild, 1911
- I. thyestes Druce, 1883
- I. tryhanei Rothschild, 1911
- I. ustrina Hübner, 1827
- I. varia Walker, 1854
- I. vespiformis Butler, 1876
- I. vogli Forster, 1949